# Charles Ethan Porter
Charles Ethan Porter (1847 - 6 de marzo de 1923) fue un pintor estadounidense que se especializó en la pintura de bodegones. Estudiante de la Academia Nacional de Diseño de la ciudad de Nueva York, fue uno de los primeros afroamericanos en exponer allí. Fue el único artista afroamericano de principios de siglo que pintó bodegones.

## Biografía

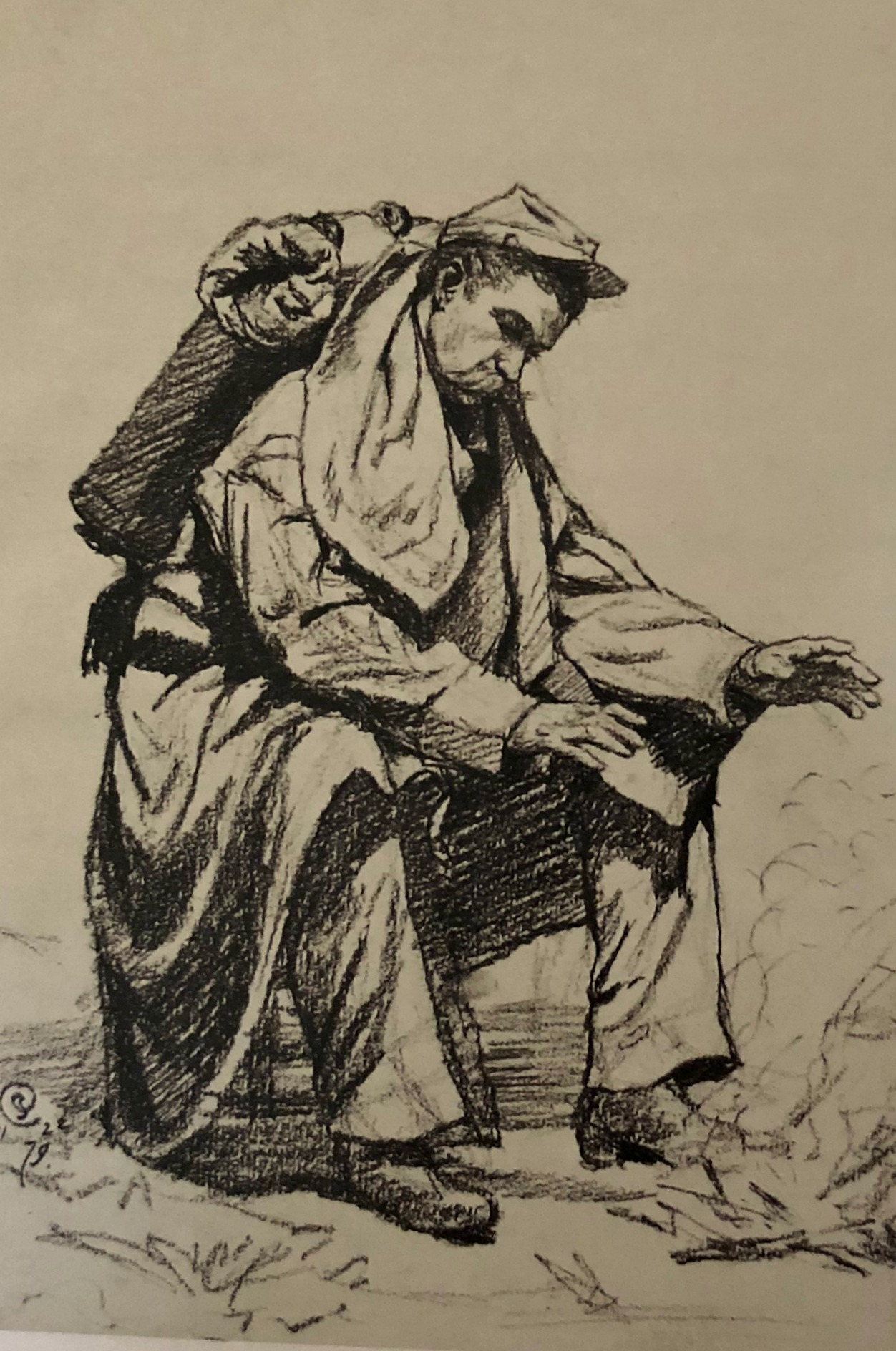
Soldado de la guerra civil, 1872

Porter nació probablemente en 1847 en Hartford, Connecticut. Es posible que su padre fuera un trabajador del molino y su madre trabajara como sirvienta. La familia de Porter se mudó a lo que entonces era el pueblo de Rockville (ahora parte de Vernon, Connecticut) a principios de la década de 1850. La familia sufrió muchas pérdidas cuando Porter era joven. Soportaron la pobreza y la tragedia solo unos años después de mudarse a Rockville. Porter perdió siete de sus hermanos por enfermedad y uno por la guerra entre 1858 y 1868. 

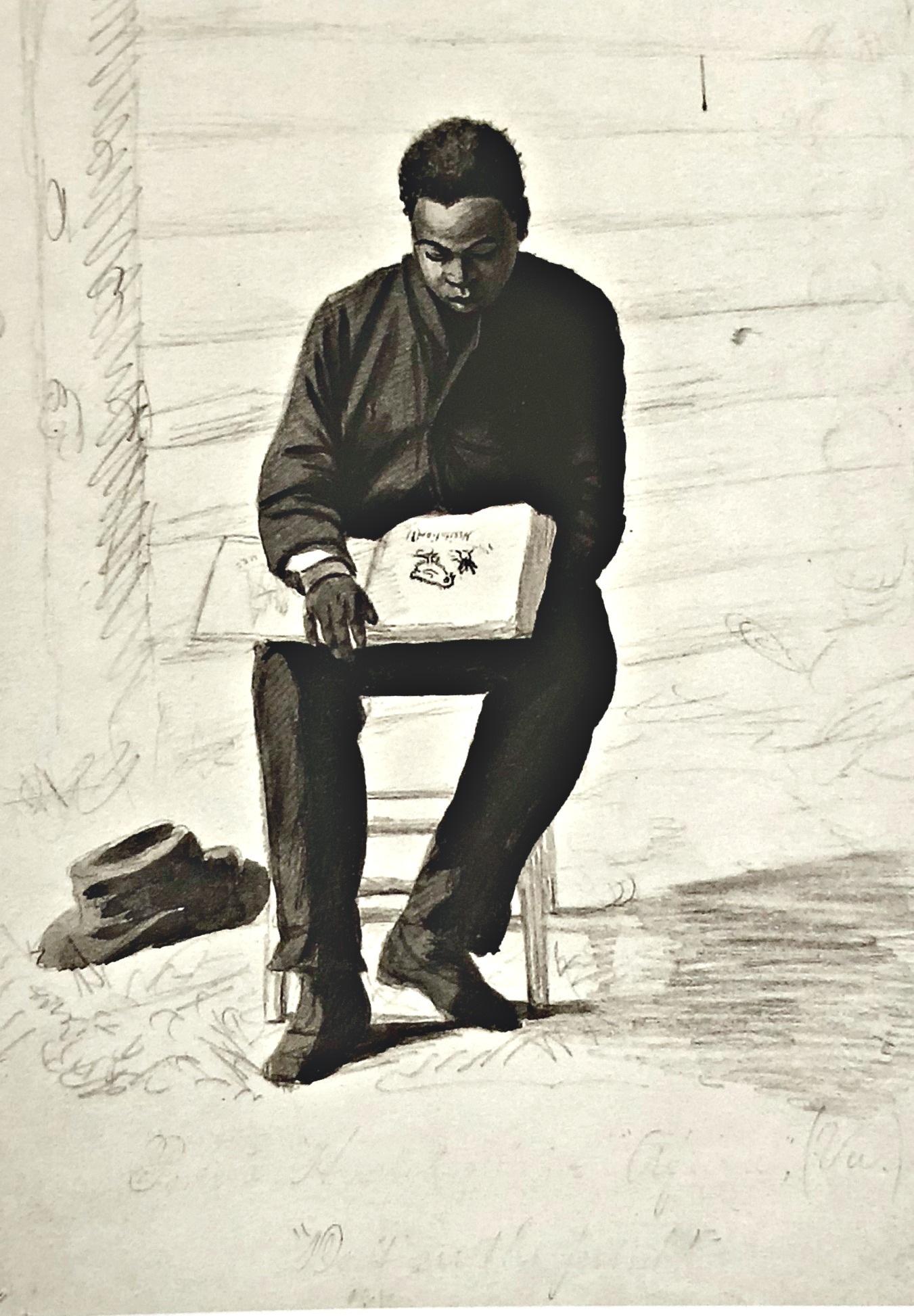
Boy and Book (Chico y libro), c 1880

Los hermanos de Porter, Joseph y William, se alistaron en el Ejército de la Unión en 1863. Joseph se unió al 29.º Regimiento de Infantería de Connecticut (de color) y William se unió al 14.º de Artillería Pesada de Rhode Island (de color). Joseph fue asesinado en Virginia en 1864 y fue enterrado en Rockville pocos días antes de que su regimiento regresara a casa. William enfermó gravemente de malaria y se le concedió el alta por discapacidad en enero de 1865.
Porter fue el primer miembro de su familia en asistir a la escuela secundaria, y se graduó en 1865. Porter dejó Rockville en 1868 para estudiar pintura en Wilbraham, Massachusetts, una ciudad a veinte millas al norte de Rockville. En 1869, después de dos años de estudios de arte en Wesleyan Academy (ahora conocida como Wilbraham & Monson Academy), Porter se inscribió en la prestigiosa Academia Nacional de Diseño en octubre de 1869, convirtiéndose en el primer afroamericano admitido en la escuela.
Porter asistió a la escuela de arte hasta la primavera de 1873. Mientras estaba en la escuela, y por primera vez, Porter comenzó a exponer su trabajo. Una pintura titulada Autumn Leaves (Hojas de otoño) se exhibió en la exposición de verano de la escuela. En mayo de 1870, Porter estaba entre los ocho estudiantes de arte cuyos dibujos, parte de una gran exposición escolar, recibieron una mención especial en el New York Times. Porter recibió elogios y atención generalizados por su trabajo durante sus cuatro años en la Academia Nacional, ganándose el apoyo de benefactores prominentes como Frederic Edwin Church y el famoso escritor Mark Twain, que vivía en Hartford.

## Carrera profesional

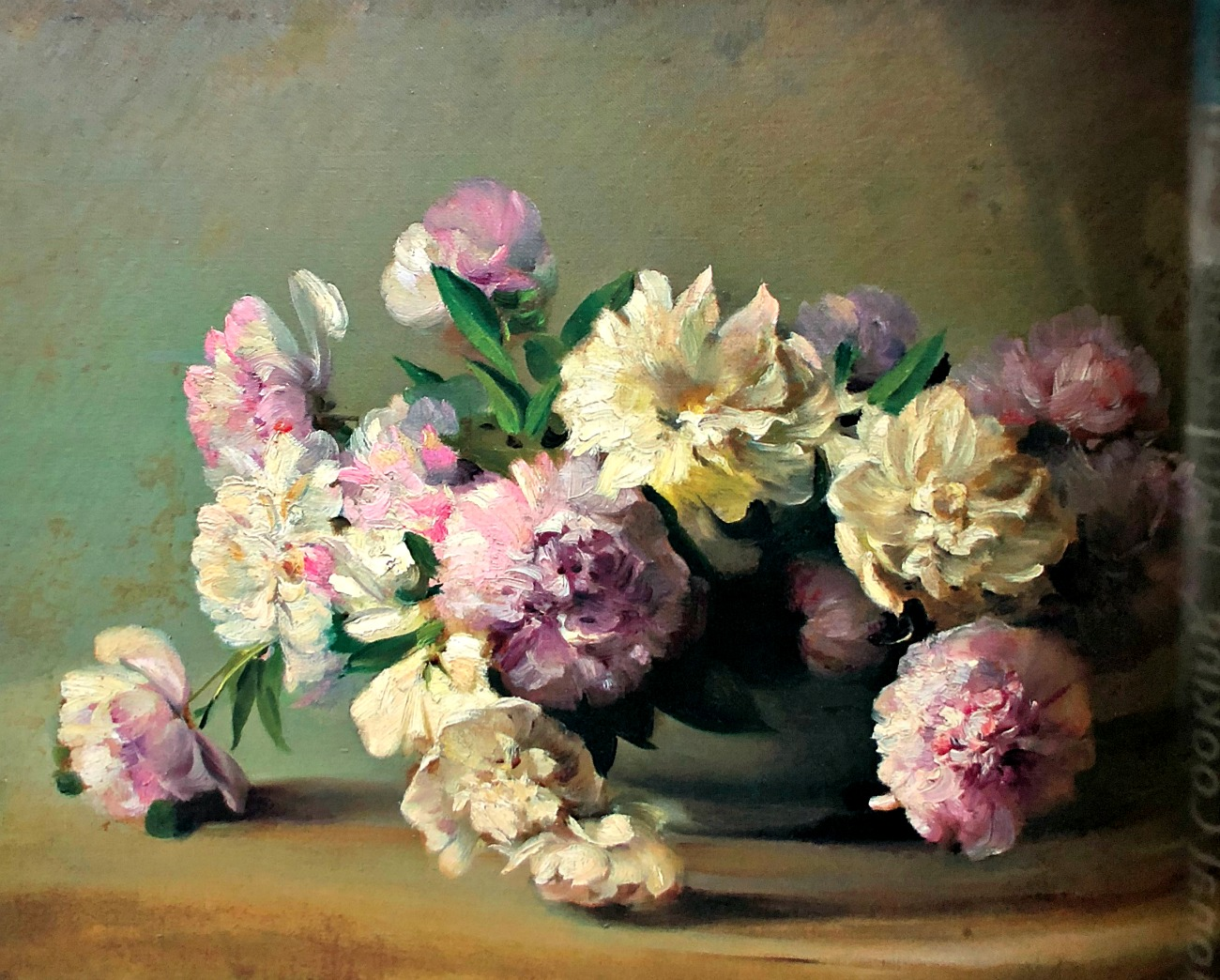
Peonías en un cuenco, 1885

En el otoño de 1873, Porter estudió arte con Joseph Oriel Eaton, un destacado retratista y pintor de paisajes, durante un año. Todos los años, estudiaba y pintaba en la ciudad de Nueva York desde el otoño hasta la primavera, pero regresaba a Rockville en el verano para pintar y dar clases de arte. Entre1873 a 1875, Porter comenzó a vender su obra. Una pintura se vendió por $ 175, un precio alto para ese tiempo y para el nivel de experiencia del artista. Poco más se sabe sobre Porter durante este período. Los coleccionistas de arte estaban perdiendo interés en los artistas estadounidenses y viajaban al extranjero, comprando arte francés contemporáneo y viejos maestros . Muchos artistas estadounidenses jóvenes, durante la recesión económica, comenzaron a estudiar en el extranjero en la década de 1870. Las ventas de artistas estadounidenses no se recuperarían hasta la década de 1890.
En 1878, Porter se mudó a Hartford, Connecticut y estableció un estudio. La ciudad estaba experimentando un crecimiento tremendo, y sus ciudadanos ricos estaban interesados en el arte y la cultura y tenían el dinero para comenzar o agregar colecciones de arte. La educación artística académica tradicional de Porter lo convirtió en un artista destacado en comparación con los muchos artistas autodidactas que se habían mudado recientemente a Hartford. Fue uno de los pocos artistas en ese momento, y el único hombre, que se especializó en la pintura de bodegones. Mientras estaba en Hartford, Porter creó muchas de las pinturas de naturalezas muertas por las que es conocido hoy. Algunas de sus pinturas de frutas no eran típicas de la época, ya que no incluían vajillas, porcelana ni cristalería y sí toques inusuales como insectos. Sus pinturas de manzanas fueron un éxito comercial y pintó manzanas durante gran parte de su carrera. 
Porter pasó mucho tiempo al aire libre. Estaba muy interesado en la naturaleza, que se refleja en sus pinturas de mariposas, pájaros muertos, insectos y plantas. En 1879, su trabajo atrajo la atención del influyente paisajista Frederic Edwin Church. Church visitó a Porter, compró algunas pinturas y declaró que Porter "no tiene superior como colorista en los Estados Unidos". Church animó a Porter a estudiar y pintar paisajes. En 1880, Porter visitó las Adirondacks durante dos meses para dibujar y pintar. Declaró en ese momento que centraría su trabajo principalmente en paisajes, a excepción de los bodegones por encargo.

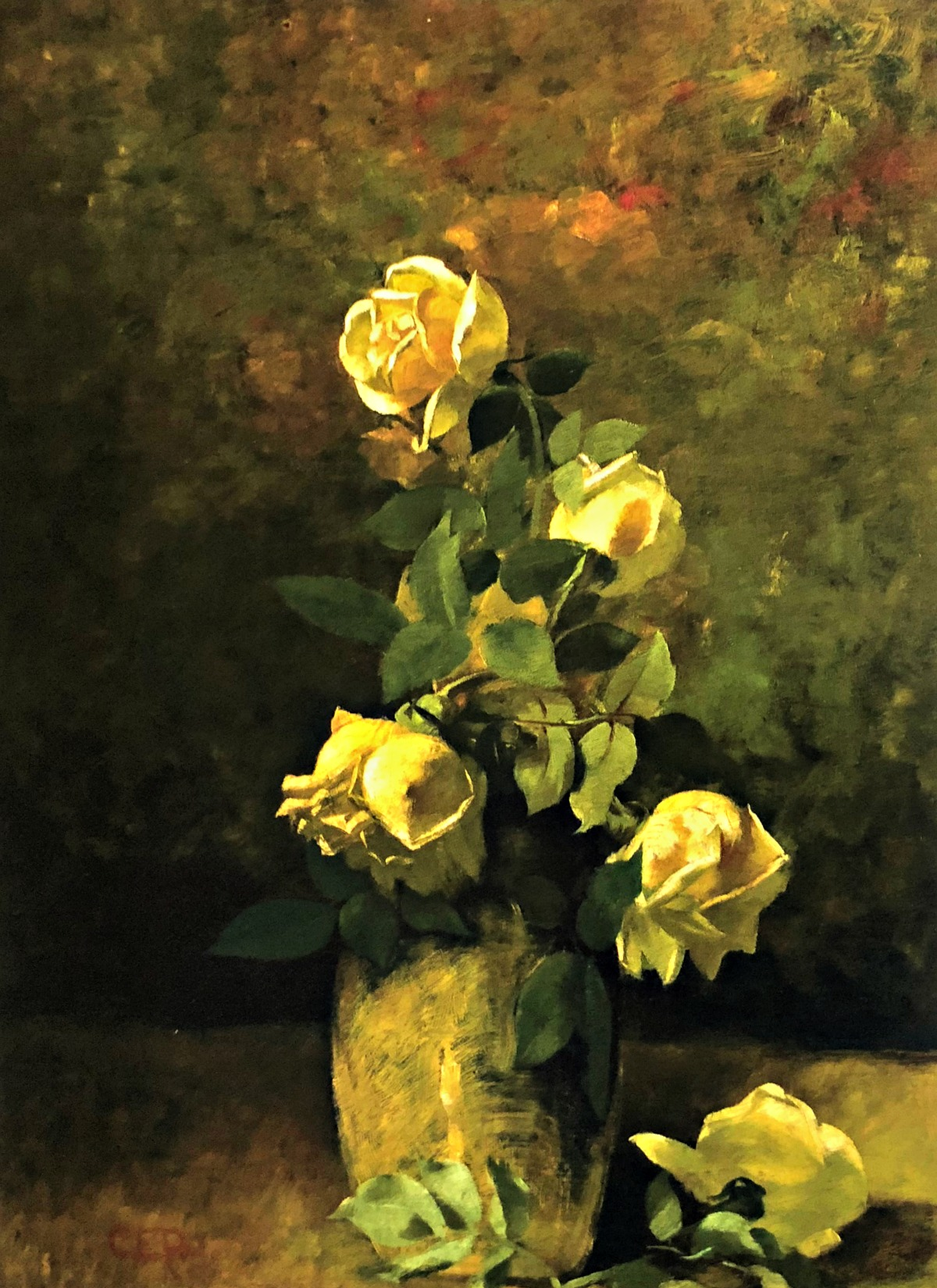
Rosas amarillas en un jarrón, 1890

El 19 de marzo de 1881, el Hartford Daily Courant informó que Porter planeaba mudarse a Europa durante dos años para estudiar arte. El artículo decía que Porter estaría vendiendo en una subasta todo su inventario de pinturas. La mitad de las pinturas se vendieron inmediatamente por un total de $ 1062; las ventas adicionales dieron como resultado un total de $ 1800. A principios de noviembre de 1881, Porter zarpó hacia Liverpool. Después de una gira de arte por Londres, viajó a París, con cartas de presentación de los ciudadanos más destacados de Hartford, incluido Samuel Clemens y Mark Twain.

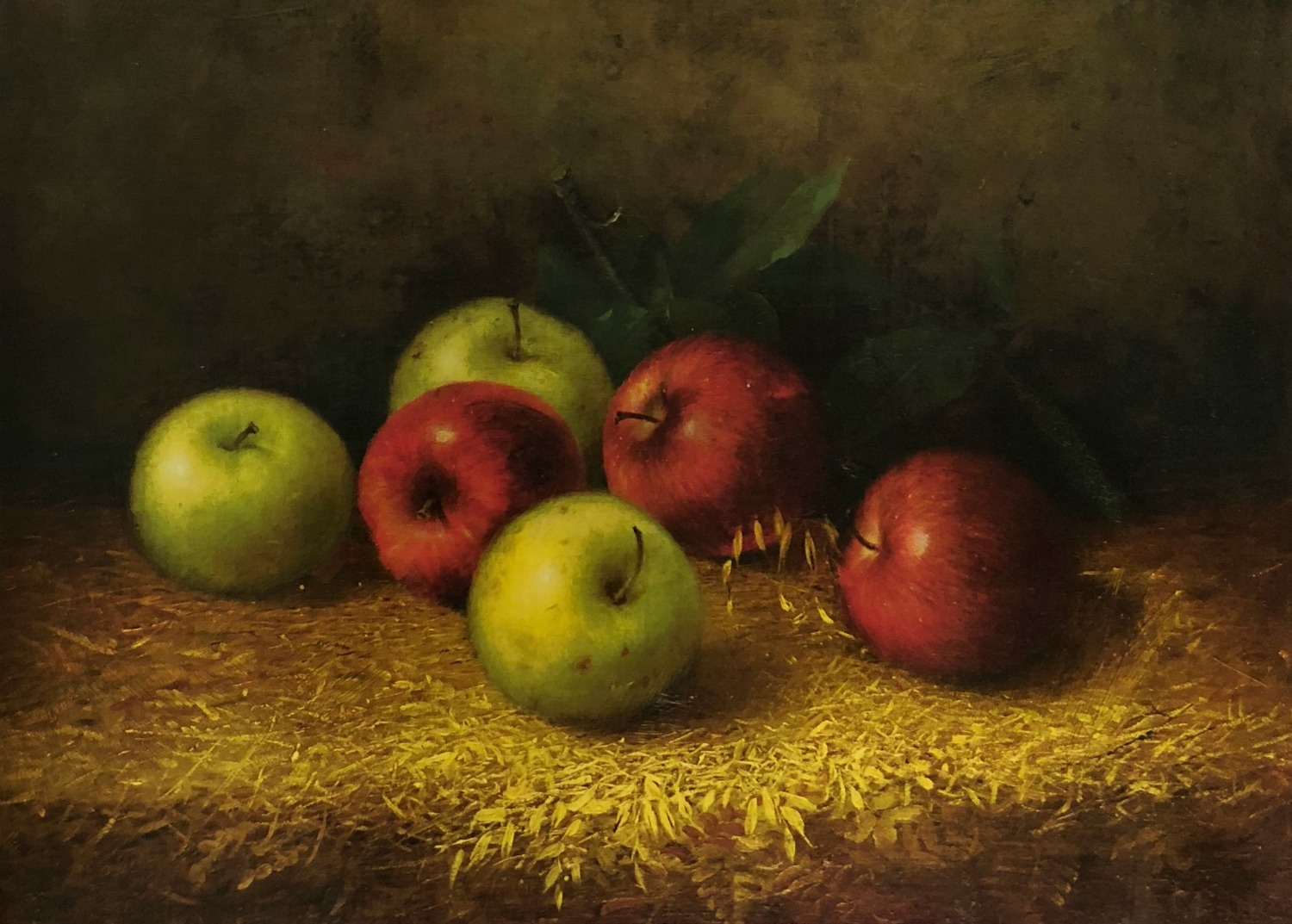
Manzanas en el suelo, 1878

En París estudió las obras de los artistas influyentes de la escuela de pintura de Barbizon. Se matriculó en la Ecole des Arts Decoratifs, donde estudió hasta 1884, momento en el que se quedó sin dinero y regresó a Hartford. En diciembre de 1884, organizó una exposición de arte y una subasta de 100 pinturas de su época en Francia. Su nuevo trabajo fue elogiado por el Hartford Evening Post, pero la subasta no obtuvo la asistencia ni logró las ventas que Porter esperaba.
A principios de 1885, Porter regresó a la ciudad de Nueva York y abrió un estudio. Expuso su trabajo en la Academia Nacional de Diseño y continuó pintando. Pasó el verano de 1885 en Rockville, Connecticut, enseñando arte y pintando paisajes. En noviembre de 1886, Porter estaba nuevamente en Hartford. Se asoció con el artista local Daniel Wentworth para realizar subastas en 1887 y 1888, Wentworth contribuyó con paisajes y Porter contribuyó principalmente con naturalezas muertas. Las pinturas se vendieron a precios que oscilan entre los 6 y los 100 dólares
En 1889, Porter dejó Hartford por última vez. Pasaba la mayor parte del año en la ciudad de Nueva York y los veranos en Rockville, Connecticut hasta 1897, en que se estableció definitivamente en Rockville. La calidad del trabajo de Porter disminuyó después de 1900 y también lo hizo el interés en su trabajo. Porter murió el 6 de marzo de 1923, a la edad de 75 años.

## Legado
El arte de Porter comenzó a recuperar el interés entre los historiadores y coleccionistas del arte en la década de 1980. La primera muestra de museo con su trabajo debutó en 2008, organizada por el New Britain Museum of American Art, y sus pinturas han ido incluyéndose en colecciones públicas como las del Metropolitan Museum of Art, el Smithsonian American Art Museum, el Birmingham Museum of Art, el San Antonio Museum of Art y Wadsworth Athenaeum.

## Galería de imágenes

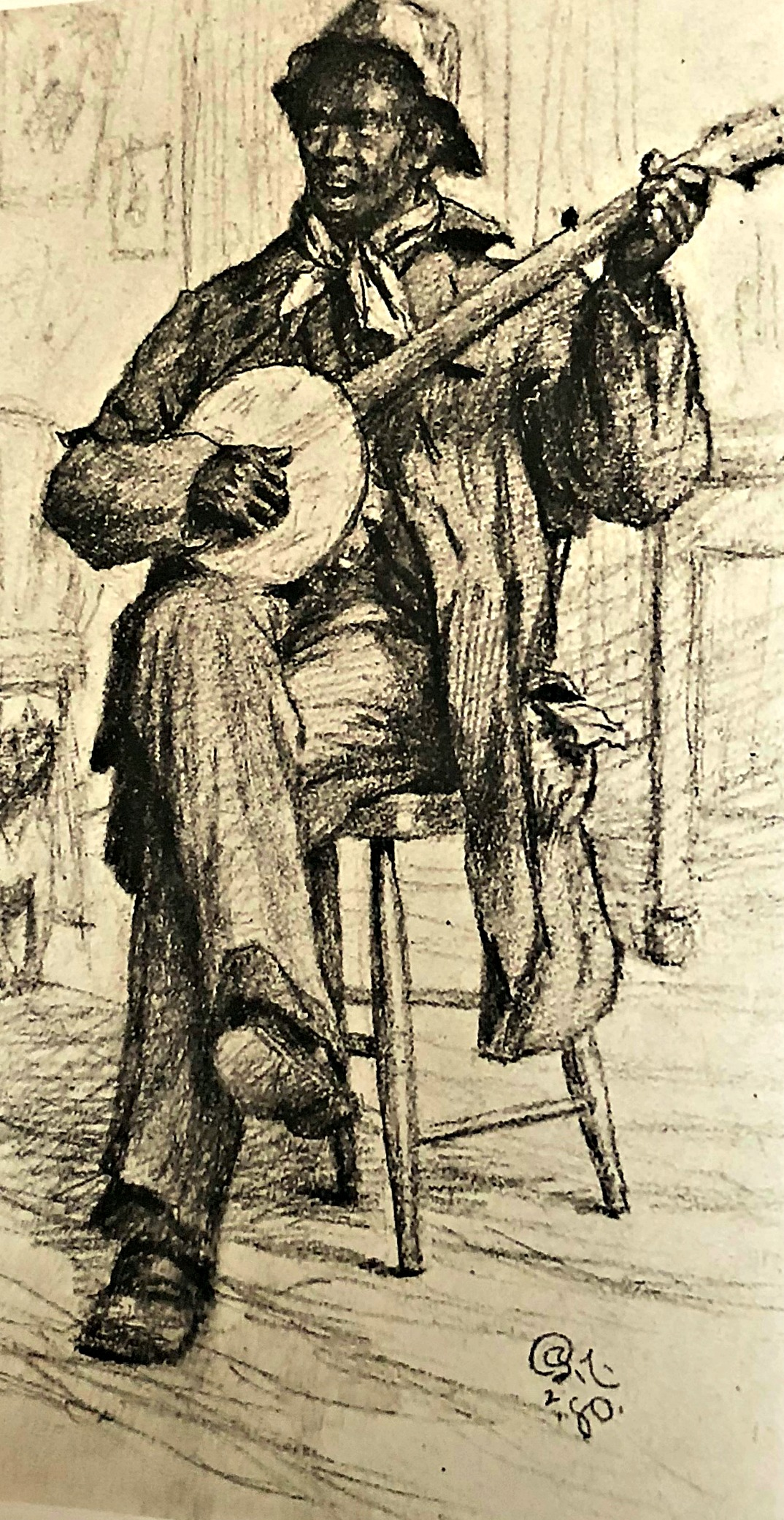
Jugador de banjo, c 1880
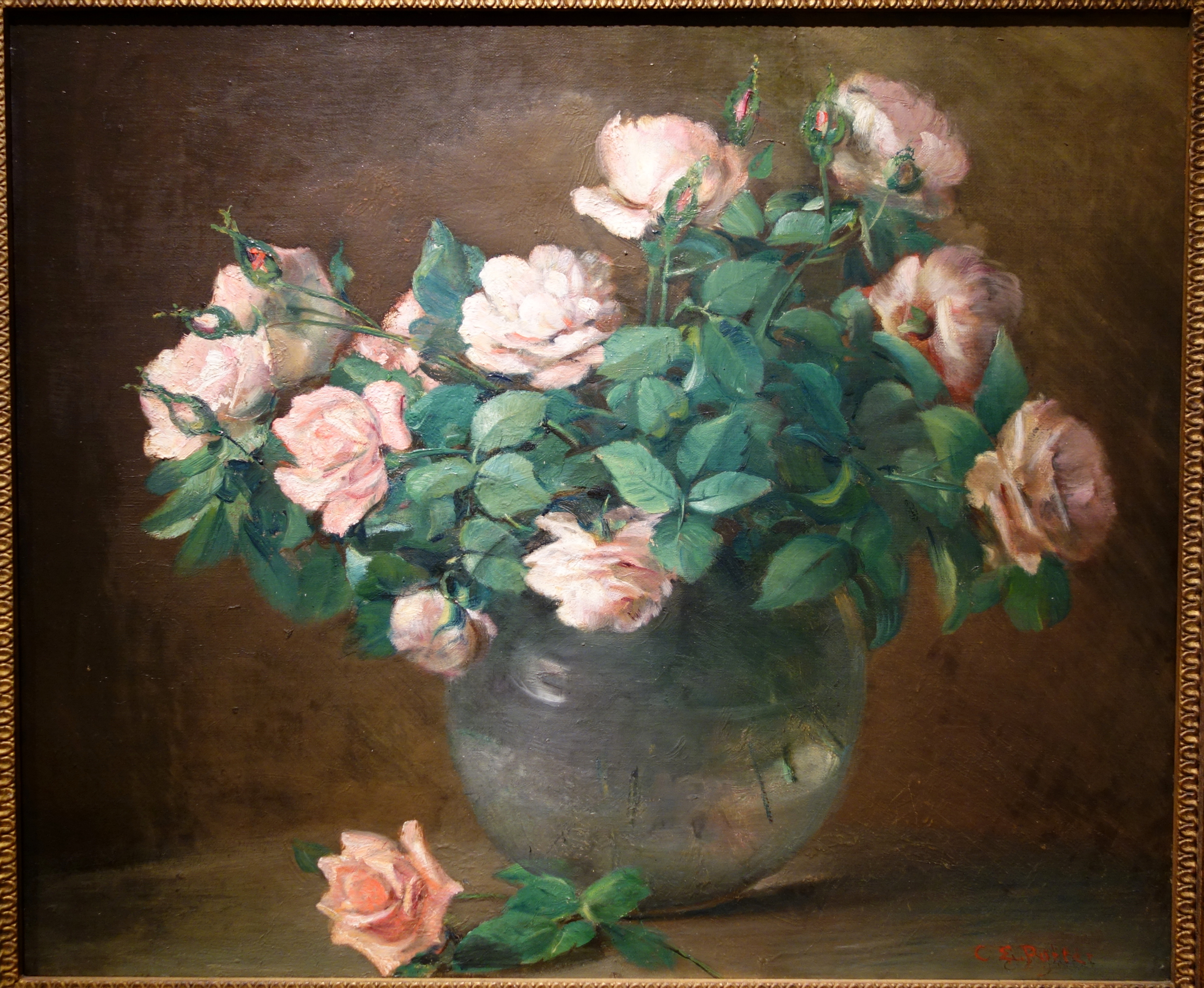
Rosas, 1882
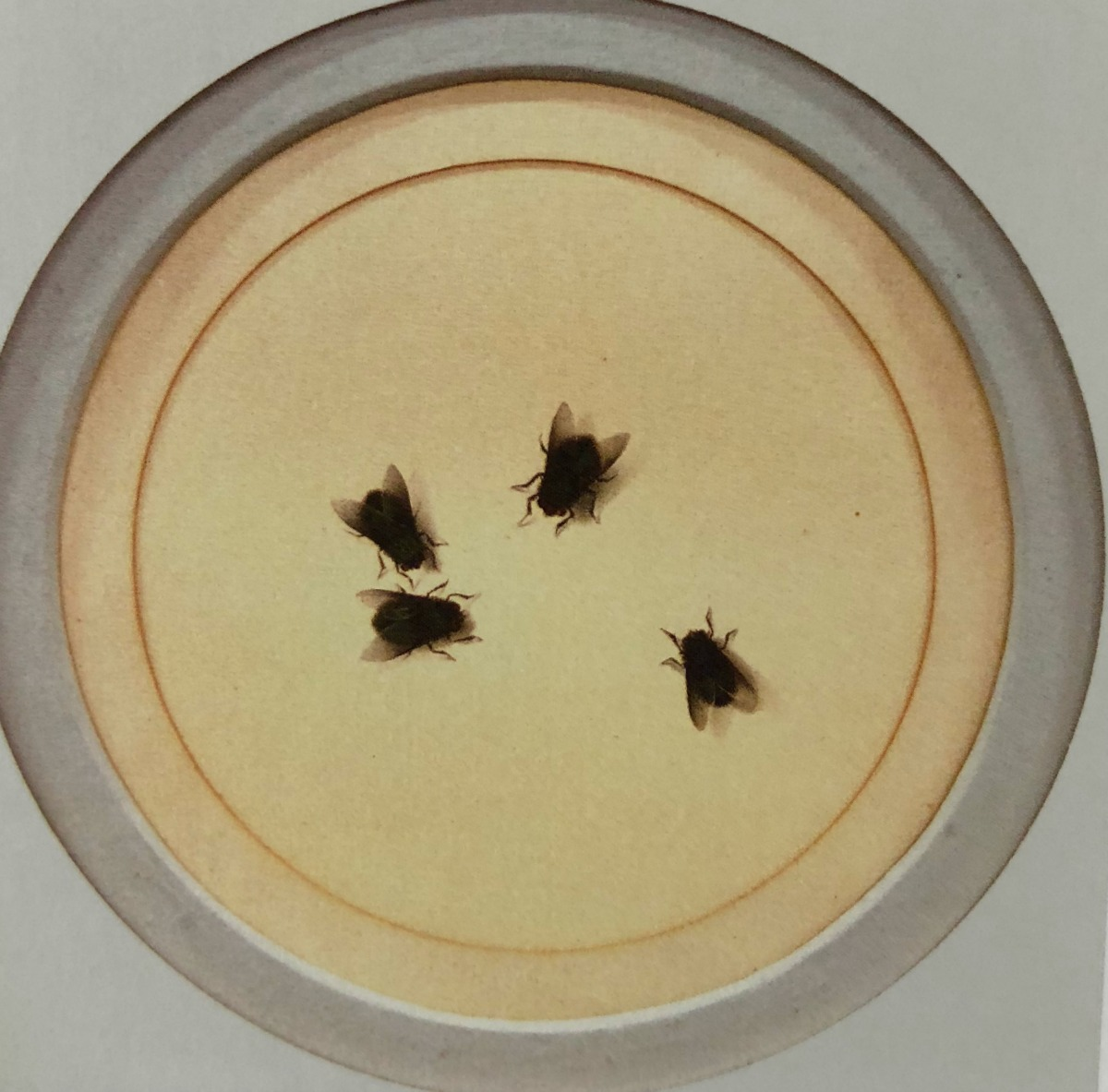
Moscas en un plato, 1878
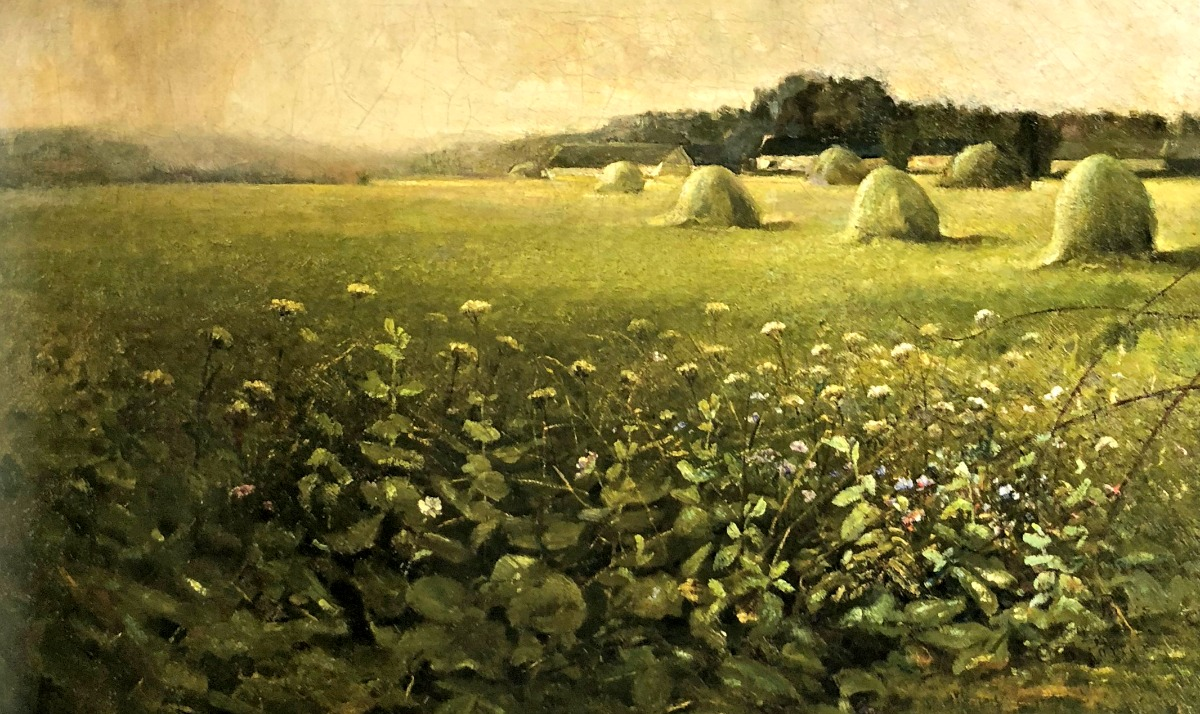
Paisaje con pilas de grano, c 1882
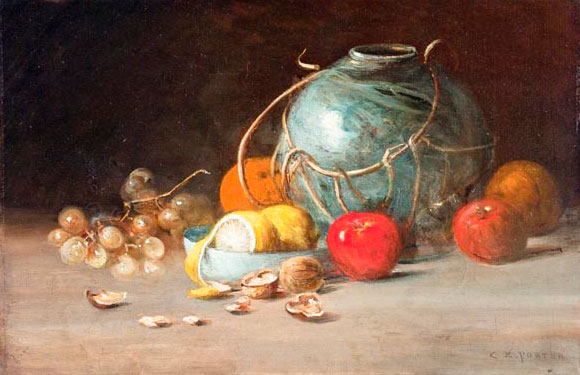
Naturaleza muerta c. 1880
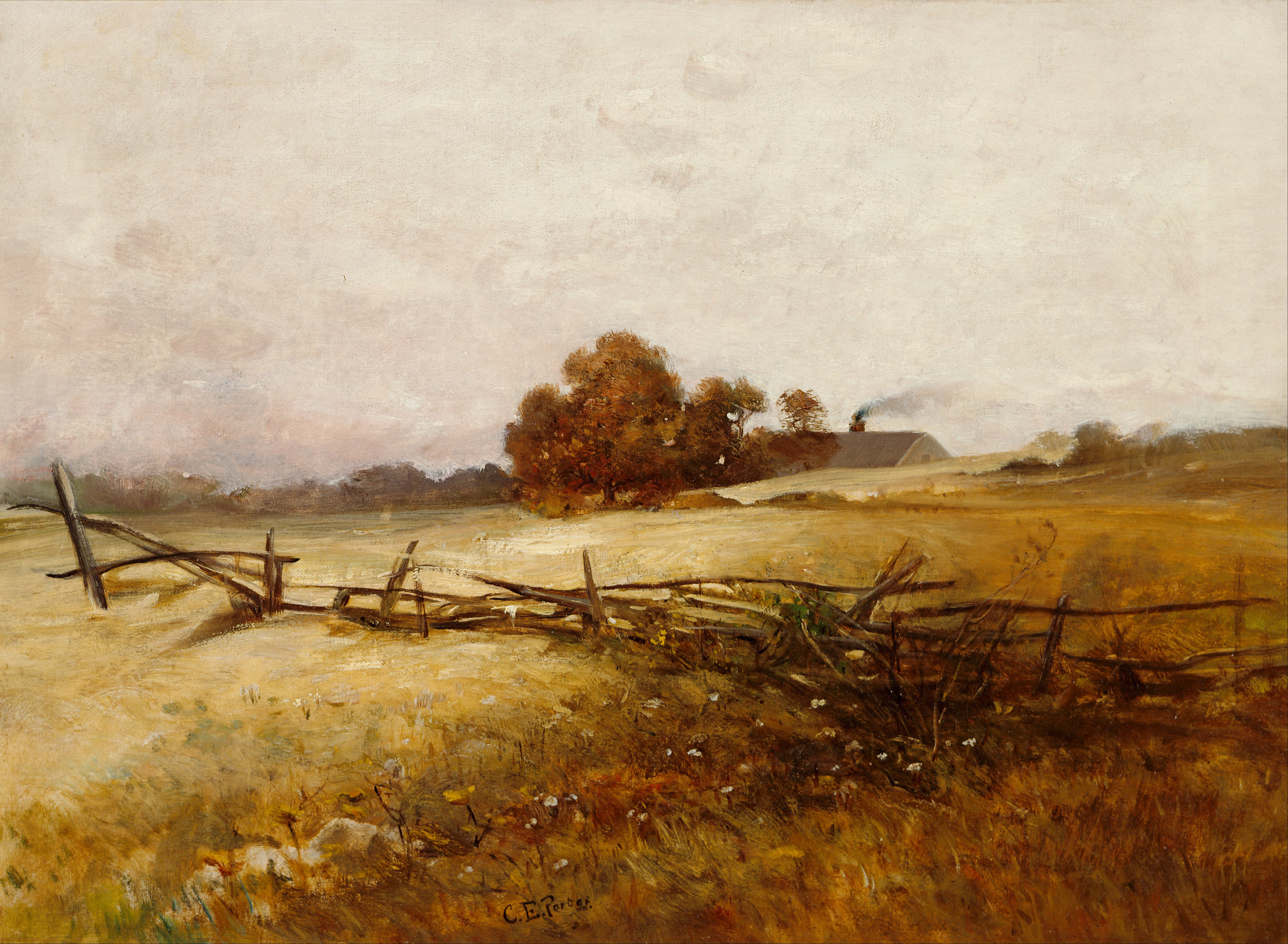
Paisaje otoñal, c 1891
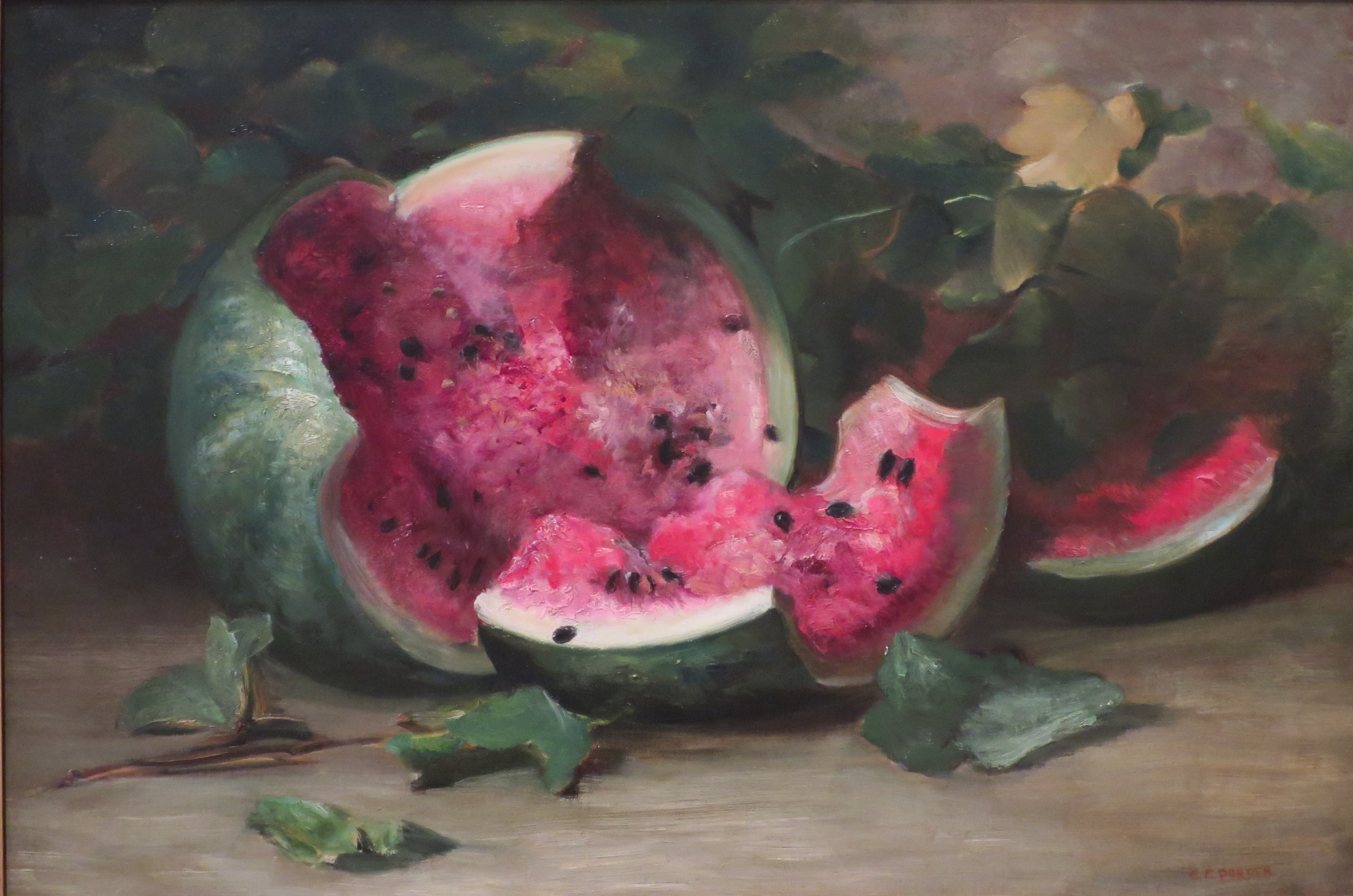
Sin título (Sandía agrietada), 1890
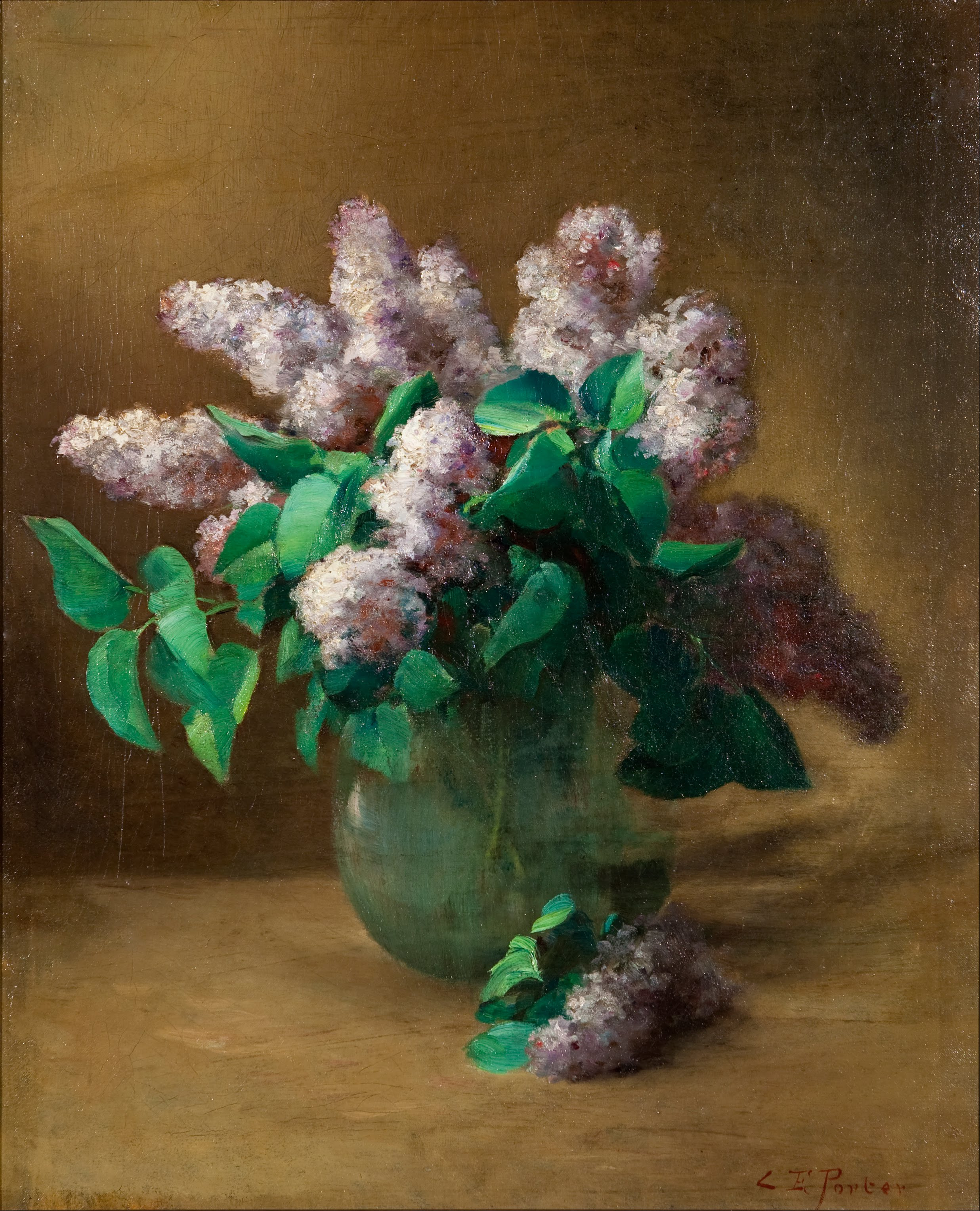
Lilas, 1890
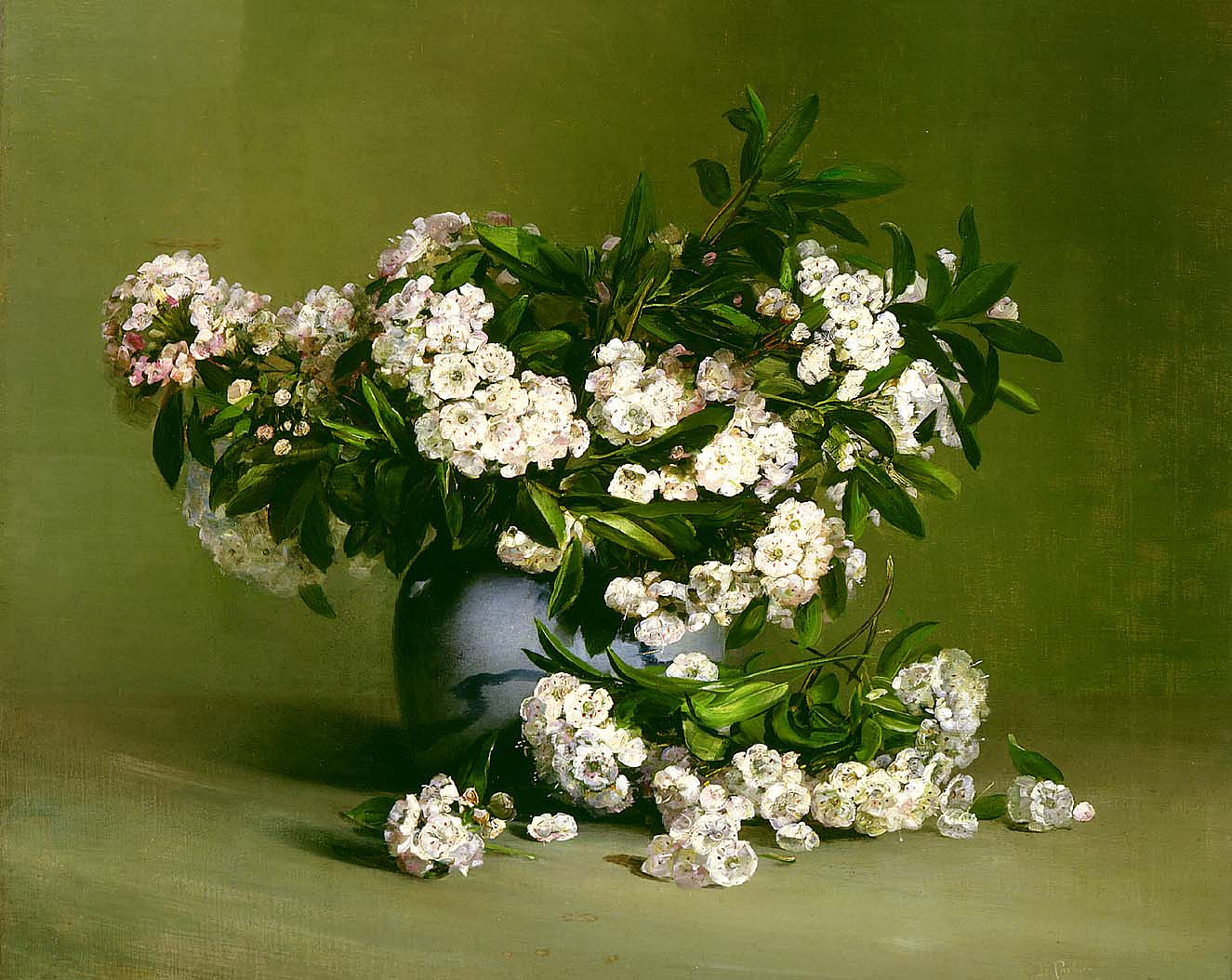
Laurel de montaña, 1888